# 安部信操
安部 信操（あんべ のぶもち）は、江戸時代後期の大名。武蔵国岡部藩9代藩主。官位は従五位下・摂津守。

## 生涯
寛政2年（1790年）、8代藩主・安部信亨の三男として誕生。兄の弥一郎や金弥が早世したため、生まれた年の7月に世子に指名される。文化3年（1806年）8月5日に父の隠居により家督を継ぎ、12月に従五位下・摂津守に叙位・任官する。
文化4年（1807年）2月と文化5年（1808年）2月に江戸城和田倉門番に任じられ、文化5年（1808年）4月には田安門番、文化9年（1812年）に半蔵口門番、文化10年（1813年）2月から7月までは大坂加番などを歴任し、その後も一橋門番、馬場先門番などを歴任した。
文政8年（1825年）4月29日（異説として5月14日）に死去した。享年36。跡を長男・信任が継いだ。

## 系譜
父母
- 安部信亨（父）

正室、継室
- 分部光実の娘（正室）
- 三浦前次の六女（継室）

子女
- 安部信任（長男）生母は継室
- 安部信古（四男）
- 安部信察
- 村瀬重教
- 井上正民室